# Balonmano playa en los Juegos Europeos
El balonmano playa en los Juegos Europeos se realizó por primera vez en los Juegos Europeos de Cracovia 2023. El evento es organizado por los Comités Olímpicos Europeos.

## Ediciones
| Núm. | Año  | Sede                 | Instalación     |
| ---- | ---- | -------------------- | --------------- |
| —    | 2015 | Bakú ( Azerbaiyán)   | No realizado    |
| —    | 2019 | Minsk ( Bielorrusia) | No realizado    |
| I    | 2023 | Tarnów ( Polonia)    | Playa de Tarnów |

## Medallero
| Núm. | País      | Oro | Plata | Bronce | Total |
| ---- | --------- | --- | ----- | ------ | ----- |
| 1    | España    | 1   | 1     | 0      | 2     |
| 2    | Dinamarca | 1   | 0     | 1      | 2     |
| 3    | Hungría   | 0   | 1     | 0      | 1     |
| 4    | Alemania  | 0   | 0     | 1      | 1     |
|      | TOTAL     | 2   | 2     | 2      | 6     |